# Josef Walch
Josef Walch (* 1946 in Rheinberg; † 11. März 2022) war Professor für Kunstdidaktik an der Burg Giebichenstein Kunsthochschule Halle in Halle (Saale) und Schulbuchautor.
Walch wuchs in Reilingen in der Nähe von Heidelberg auf. Nach dem Studium von Malerei und Kunstwissenschaft an der Universität Karlsruhe und der Akademie der Bildenden Künste arbeitete er zunächst als Lehrer. Der Mitarbeit bei der Entwicklung des Studiengangs Kunsterziehung (Lehramt Gymnasium) in Sachsen-Anhalt folgte im Jahr 1994 die Berufung zum Professor an der Burg Giebichenstein, 1998 unterbrochen durch eine Gastprofessur an der Ohio State University in Columbus.
Josef Walch war Mitglied des Deutschen Werkbundes, der Kulturpolitischen Gesellschaft und des Bundes Deutscher Kunsterzieher.
Seine Sammlung von Hasenfiguren stiftete er im Jahr 2010 der Stadt Eppelheim, deren Einwohner den Ortsnecknamen „Stallhasen“ tragen. Die Sammlung wird im örtlichen Wasserturm ausgestellt und ist Keimzelle des im November 2009 eröffneten Deutschen Hasenmuseums. Walch kuratierte die Ausstellung „Voltaire – Candide“ im Frühjahr 2019 im Schwetzinger Schlossgarten.
In den Jahren 1989 bis 1995 war Walch Mitglied des Gemeinderats von Reilingen und zudem von 1989 bis 1994 Mitglied des Kreistages des Rhein-Neckar-Kreises. Er gehörte der SPD an und war von 1985 bis 1995 SPD-Ortsvereinsvorsitzender in Reilingen.
Später trat Walch den Grünen bei und war nach seinem Umzug nach Schwetzingen von 2019 bis zu seinem Tod 2022 für diese im Schwetzinger Gemeinderat, seit 2020 als Fraktionsvorsitzender.

## Preise und Auszeichnungen
- 2000/2002 Auszeichnungen für Medienentwicklungen (Bildungsoftware) und Forschungs- und Entwicklungsförderung durch das Bundesministerium für Bildung und Forschung
- 2007 Kunstpreis des Kunstkreises Südliche Bergstraße Wiesloch/Walldorf